# Dopethrone
Dopethrone är det engelska doom metal-bandet Electric Wizards tredje studioalbum, utgivet den 9 oktober 2000 på etiketten Rise Above Records.

## Låtlista
Alla låtar är skrivna och komponerade av Jus Oborn och Tim Bagshaw. 
| Nr | Titel                                                                          | Längd |
| -- | ------------------------------------------------------------------------------ | ----- |
| 1. | Vinum Sabbathi                                                                 | 3:05  |
| 2. | Funeralopolis                                                                  | 8:43  |
| 3. | Weird Tales" - I. "Electric Frost" - II. "Golgotha" - III. "Altar of Melektaus | 15:05 |
| 4. | Barbarian                                                                      | 6:29  |
| 5. | I, The Witchfinder (a.k.a. "Las Torturas de la Inquisición")                   | 11:04 |
| 6. | The Hills Have Eyes                                                            | 0:46  |
| 7. | We Hate You                                                                    | 5:08  |
| 8. | Dopethrone                                                                     | 20:48 |

## Medverkande
- Jus Oborn – gitarr, sång, ljudeffekter
- Tim Bagshaw – elbas, effekter
- Mark Greening – trummor